# Carl Klaus
|  | Per a altres significats, vegeu «Karl Claus». |

Carl Klaus (nascut el 16 de gener de 1994) és un futbolista alemany que juga com a porter al 1. FC Union Berlin.
Entre 2016 i 2019 va passar tres anys al CE Atlètic Balears.